# 瓦扬 (埃罗省)
瓦扬（法語：Vailhan，法語發音：[vajɑ̃]）是法国埃罗省的一个市镇，属于贝济耶区。

## 地理
瓦扬（43°33'9"N, 3°18'10"E）面积11.23 平方千米，位于法国奧克西塔尼大區埃罗省，该省份为法国南部沿海省份，南濒地中海，西南接奥德省，西北接塔恩省和阿韦龙省，东北与加尔省接壤。
与瓦扬接壤的市镇（或旧市镇、城区）包括：卡布里耶尔、加比扬、孟德斯鸠、内菲耶斯、鲁让、瓦尔马斯克勒。

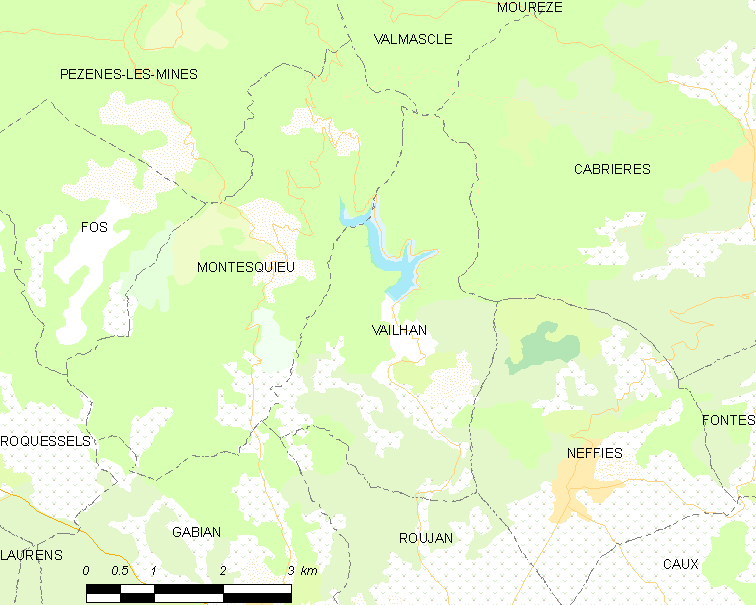
的OSM定位图

瓦扬的时区为UTC+01:00、UTC+02:00（夏令时）。

## 行政
瓦扬的邮政编码为34320，INSEE市镇编码为34319。

## 政治
瓦扬所属的省级选区为卡祖勒莱贝济耶县。

## 人口

1962-2008年间人口变化图示

瓦扬于2022年1月1日时的人口数量为142人。